# Antigua og Barbuda ved OL
Antigua og Barbuda deltog første gang i olympiske lege under sommer-OL 1976 i Montréal. De har deltaget under samtlige sommerlege siden, undtaget 1980 i Moskva, som landet boykottede. Antigua og Barbuda har foreløbig ikke deltaget i nogen vinterlege, og landet har aldrig vundet nogen medaljer ved sommerlegene.

## Medaljeoversigt
| Antigua og Barbudas medaljer under de olympiske sommerlege | Antigua og Barbudas medaljer under de olympiske sommerlege | Antigua og Barbudas medaljer under de olympiske sommerlege | Antigua og Barbudas medaljer under de olympiske sommerlege | Antigua og Barbudas medaljer under de olympiske sommerlege | Antigua og Barbudas medaljer under de olympiske sommerlege |
| ---------------------------------------------------------- | ---------------------------------------------------------- | ---------------------------------------------------------- | ---------------------------------------------------------- | ---------------------------------------------------------- | ---------------------------------------------------------- |
| Lege                                                       | Guld                                                       | Sølv                                                       | Bronze                                                     | Totalt                                                     | Rang                                                       |
| 1976 Montréal                                              | 0                                                          | 0                                                          | 0                                                          | 0                                                          | –                                                          |
| 1980 Moskva                                                | Deltog ikke                                                | Deltog ikke                                                | Deltog ikke                                                | Deltog ikke                                                | Deltog ikke                                                |
| 1984 Los Angeles                                           | 0                                                          | 0                                                          | 0                                                          | 0                                                          | –                                                          |
| 1988 Seoul                                                 | 0                                                          | 0                                                          | 0                                                          | 0                                                          | –                                                          |
| 1992 Barcelona                                             | 0                                                          | 0                                                          | 0                                                          | 0                                                          | –                                                          |
| 1996 Atlanta                                               | 0                                                          | 0                                                          | 0                                                          | 0                                                          | –                                                          |
| 2000 Sydney                                                | 0                                                          | 0                                                          | 0                                                          | 0                                                          | –                                                          |
| 2004 Athen                                                 | 0                                                          | 0                                                          | 0                                                          | 0                                                          | –                                                          |
| 2008 Beijing                                               | 0                                                          | 0                                                          | 0                                                          | 0                                                          | –                                                          |
| 2012 London                                                | 0                                                          | 0                                                          | 0                                                          | 0                                                          | –                                                          |
| 2016 Rio de Janeiro                                        | 0                                                          | 0                                                          | 0                                                          | 0                                                          | –                                                          |
| 2020 Tokyo                                                 |                                                            |                                                            |                                                            |                                                            |                                                            |
| Totalt                                                     | 0                                                          | 0                                                          | 0                                                          | 0                                                          |                                                            |